# Henry Timken
Henry Timken (16 de agosto de 1831 - 16 de marzo de 1909) fue un inventor y hombre de negocios estadounidense de origen alemán, que fundó la Timken Roller Bearing Company, posteriormente denominada Timken Company. Inició su carrera empresarial en la región de San Luis (Misuri). Sus inventos de un carruaje con muelles y de un rodamiento mejorado le proporcionaron el dinero necesario para crear una empresa dedicada a este último producto, con la que amasó una gran fortuna.

## Biografía
Henry Timken nació en Bremen (Alemania), y emigró a los Estados Unidos con su familia cuando tenía siete años. Los Timken se establecieron en Sedalia (Misuri). El joven Timken dejó la granja familiar para trabajar como aprendiz con el constructor de carruajes Caspar Schurmeier. Unos años después abrió su propia empresa de construcción de carruajes en San Luis en 1855 e introdujo varias mejoras en los carruajes que producía su empresa, incluido su "muelle para buggy Timken" patentado, que le hizo ganar una fortuna.
Patentó un rodamiento de rodillos cónicos mejorado en 1898. Un año más tarde, estableció la Timken Roller Bearing Axle Company, que creció rápidamente debido a la gran demanda de sus productos por parte de la pujante industria de fabricación de automóviles, camiones y tractores. Para 1923, el 90% de la producción de rodamientos del país provenía de Timken. Su eslogan "Dondequiera que giren las ruedas y los ejes", describe el uso generalizado de sus rodamientos: trenes, cintas transportadoras, ascensores, motores de aviones, e incluso muchos años después el tren de aterrizaje de los transbordadores espaciales.
Se retiró por primera vez en 1887 y se instaló en San Diego, California, pero en 1891 regresó a San Luis para continuar trabajando. Más adelante inició una segunda jubilación de nuevo en San Diego, donde murió en 1909. El Museo de Arte Timken en el Parque Balboa, fundado con dinero procedente de su fortuna, lleva el apellido de su familia.

## Reconocimientos
- Timken se incorporó al Salón de la Fama de los Inventores Nacionales el 19 de septiembre de 1998,[5][6] siendo uno de los seis inventores incluidos en el salón de la fama en la ceremonia realizada en el EJ Thomas Hall de Akron (Ohio). William Robert Timken Jr., bisnieto de Timken, presidente y director ejecutivo jubilado de The Timken Co, y quien fuera Embajador de los Estados Unidos en Alemania, recibió el premio en nombre de su bisabuelo.[6]